# Westerhever
Westerhever település Németországban, Schleswig-Holstein tartományban. Lakosainak száma 89 fő (2023. december 31.).

## Népesség
A település népességének változása:
| Lakosok száma | 214  | 104  | 98   | 95   | 99   | 92   | 89   |
|               | 1975 | 2015 | 2017 | 2019 | 2021 | 2022 | 2023 |